# Lukas Graham (2015)
Lukas Graham (anche noto come Blue Album) è il secondo album in studio del gruppo musicale danese omonimo, pubblicato il 16 giugno 2015 in Danimarca e il 1º aprile 2016 sul mercato internazionale con diverse tracce e copertina.

## Tracce
Edizione standard
1. 7 Years – 3:57
2. Take the World by Storm – 3:11
3. Mama Said – 3:26
4. Happy Home – 3:37
5. Hayo – 2:52
6. When I Woke Up... (Interlude) – 0:49
7. Don't You Worry 'Bout Me – 3:10
8. What Happened to Perfect – 3:56
9. Playtime – 4:12
10. Strip No More – 3:27
11. You're Not There – 3:21
12. Funeral – 4:04

Edizione internazionale
1. 7 Years – 3:57
2. Take the World by Storm – 3:11
3. Mama Said – 3:26
4. Happy Home – 3:37
5. Drunk in the Morning – 3:23
6. Better Than Yourself (Criminal Mind Pt. 2) – 4:26
7. Don't You Worry 'Bout Me – 3:10
8. What Happened to Perfect – 3:56
9. Strip No More – 3:26
10. You're Not There – 3:22
11. Funeral – 4:04